# Hypaepa diversa
Hypaepa diversa är en insektsart som beskrevs av William Lucas Distant 1899. Hypaepa diversa ingår i släktet Hypaepa och familjen lyktstritar. Inga underarter finns listade i Catalogue of Life.